# Хијерархија извора права
Хијерархија извора права састоји се од материјалних и формалних извора права. Материјални извори права су друштвене чињенице и снаге које стварају право, због којих право има садржину какву има, док би формални извори права били облици у којима се изражавају општи правни акти, тј. Правни акти који садрже опште правне норме. Формални извори права нису исти у свим правним потецима, нити су исти у истом поретку. Главни извор права, закон, почиње преовлађивати са појавом капитализма, пре тога је главни извор права био обичај. Данас у том погледу постоје два типа права, континентално-европско, где доминира писано право и закон и англосаксонско, где доминира обичај и прецедент. Изворе права можемо поделити у три врсте: државни, недржавни и мешовити. Држава даје надлежност извесним субјектима да стварају изворе права и зато су њихови извори посредно државни. Пошто држава одређује шта је извор права, она одређује и њихову хијерархију.
Класификација и хијерархија извора права:
- Уставни закони, тј. Устави
- Опште призната правила међународног права и ратификовани међународни уговори
- Закони парламента
- Подзаконски прописи
- Аутономно право, тј. акти друштвених организација
- Обичаји
- Одлуке судова

## Хијерархија извора права
Различити извори права су међусобно координирани у систем, тако да је могуће одредити вредност, тј. правну снагу различитих нормативних аката у њиховим међусобним односима. Ти односи су, по правилу, хијерархијски, то су односи надмоћности и субординације, у том смислу што једна норма претеже над другом; изузетно, то могу бити односи једнакости (di parità), односи у истој равни, кад је допуштено да два, или више извора уређују исту материју, с тим да један од њих не претеже над другим (у таквим случајевима односи се регулишу на начелу конкуренције, или сепарације).

## Устав
На врху хијерархијске лествице извора права се налазе Уставни закони, тј. Устави, који претежу над свим другим материјалним законима. Сваки материјални закон, који је из области Уставне материје, је Устав у материјалном смислу, док је само онај материјални закон Устав у формалном смислу који има надзаконску правну снагу. Постоје случајеви када је Уставом предвиђено да се само Уставом могу уредити извесна питања, нпр. према Уставу Републике Србије од 1990. године „Грб, застава и химна Републике Србије утврђују се по поступку предвиђеном за промену Устава“ (члан 5). Овакви случајеви се називају Уставним резерватима (riserva di legge constituzionale), а то значи да су односна питања изузета из нормативне надлежности обичне законодавне власти.

## Општеприхваћена правила међународног права и потврђени међународни уговори
Општеприхваћена правила међународног права и потврђени међународни уговори саставни су део правног поретка Републике Србије и непосредно се примењују. (члан 16, став 2, устав РС). Потврђени међународни уговори морају бити усаглашени са Уставом.
Одмах испод Уставних закона и Устава су закони које доноси парламент и акти изједначени са законима (делегирани закони и декрети-закони), који располажу својством које се одређује као „снага закона“ (l’efficacia di legge formale), која се састоји од две врсте последица: 
1. Последице аброгације, норме које доносе законодавци и норме које су са њима изједначене аброгирају укидање, или опозив, дерогирају укидају или ограничавају или мењају све законске норме и све дотад постојеће прописе.
2. Последице неповредивости (inderogabilità), која се своди на то да норме које доноси законодавац и норме које су са њима изједначене не могу бити измењене, дерогиране и аброгиране, осим посредством других норми које доноси законодавац, или актима са њима изједначеним.

## Закони
Закони парламента и акти који су по својој правној снази са њима изједначени не могу уређивати питања која су већ уставом уређена, или су резервисана за уређивање уставом, нити могу бити у супротности са уставом и уставним законима.
Закони се се деле на: 
1. Закон у материјалном смислу – акт који садржи општу и апстрактну норму
2. Закон у формалном смислу – као акт који независно од карактера норме потиче од законодавног органа.

Устави многих земаља предвиђају материју коју може уредити само законодавац, то су такозвани законодавни резервати (reserve di legge ordinaria), из којих је искључена свака нормативна активност извршне власти. Законски резервати могу бити апсолутни и релативни. Апсолутни су када материје које у њих спадају морају у свим видовима бити регулисане законом. Релативни су када Устав резервише за закон само правце и темеље у односној материји, са тим да допушта да у оквиру смерница садржаних у Уставу односна материја може бити употпуњена различитим нормативним изворима.

## Подзаконски прописи
Ову категорију представљају државни општи правни акти, нижи од закона. Ти акти могу да садрже, било опште норме, било појединачне норме. Ове акте обично доносе органи извршне власти, најчешће влада, или шеф државе, али то могу бити и други субјекти, зависно од сваког конкретног позитивног права. Свима њима је заједничко да су слабије правне снаге од закона, тј. да су хијерархијски нижи од закона, због чега му не смеју противречити. Постоје три главне категорије овог прописа:
1. Подзаконски прописи представничких органа (статути, одлуке, закључци, наредбе, пословници и сл.)
2. Подзаконски прописи органа извршне и управне власти (уредбе, одлуке, упутства, општа решења, правно обавезни начелни ставови...)Уредба је најважнији подзаконски пропис који доноси влада, или шеф државе. Уредбе извршне власти не могу изменити, дерогирати, или аброгирати законе парламента
3. Подзаконски акти органа правосуђа (у нашем праву судови немају то право).

## Аутономно право
Различите друштвене организације доносе своје акте, којима прописују норме о понашању својих чланова. Такве норме постају правне норме, а ако су опште и извори права. Такво право које стварају друштвени субјекти у крајњој линији држава санкционише. Оно се заснива на темељу и оквирима правних овлашћења које је одредио надлежни државни орган. Примери аутономног права: колективни уговори о раду, статути предузећа и други акти унутрашње регулативе.

## Обичаји
Обичај припада типу неписаног права. Обичај се формира на основу трајног и једнообразног понашања, праћеног убеђењем да је то понашање правно обавезно (P. Virga). Два су конститутивна елемента појма обичаја: 
1. Спољашњи (материјални) елемент, који се састоји из низа трајно и једнообразно понављаних понашања.
2. Унутрашњи (психолошки) елемент, који се састоји у распрострањеном убеђењу да се обичајна норма мора поштовати, јер је то понашање правно обавезно („opinion iuris seu necessitatis) (S. Foderaro).

Закон и подзаконски акти претежу као извори права над обичајем. Ипак, када треба применити једну изричиту писану норму које је неодређена, или садржи празнине, ради прецизирања и допуњавања такве норме, обичај којим се то чини добија снагу једнаку оној норми коју треба променити, под условом да обичај није противан другим правним прописима, моралним начелима и начелима правног поретка.
Обичај није аутономан извор права у односу на закон, јер је тај закон акт у којем обичај налази свој обавезни ослонац. То не значи да треба прихватити теорију према којој се обичају признаје снага само под претпоставком да се норма правног поретка на њега изричито позива.